# Pogonocherus fasciculatus

Pogonocherus fasciculatus је врста инсекта из реда тврдокрилаца (Coleoptera) и породице стрижибуба (Cerambycidae). Сврстана је у потпородицу Lamiinae.

## Распрострањеност
Врста је распрострањена на подручју Европе, Русије, Кавказа, Блиског  истока, Мале Азије и Казахстана. У Србији се среће ретко.

## Опис
Тело је црне боје. На горњој страни тела се налазе оскудне, уназад нагнуте длачице. На темену нема чуперака. На пронотуму су две голе кврге и скраћени, голи средњи ожиљак, а бочно у средини је трн. Скутелум је бело или сиво томентиран. Елитрони су покривене беличастим или жућкастим длачицама, а на бази је широка импресија, са косом постбазалном тамнијом врпцом. На задњој половини елитрона има четири тамне мрље - карактеристичне за ову врсту. Дужина тела је од 5 до 8 mm.

## Биологија
Животни циклус траје од једне до две године. Ларва се развија у стаблу и одумирућим гранама, а адулти се налазе на деблу или отпалим гранама пречника од 1 до 5 cm. Као биљка домаћин јављају се бор (Pinus), јела (Abies), смрча (Picea) и ариш (Larix). Одрасле јединке могу се срести од марта до октобра.

## Синоними
- Cerambyx fasciculatus DeGeer, 1775
- Pityphilus fasciculatus (DeGeer, 1775)
- Cerambyx griseo albidus Voet, 1778 (unavailable name)
- Pogonocherus costatus Motschulsky, 1859